# The Triumph of Steel
Triumph of Steel je sedmé studiové album americké heavymetalové skupiny Manowar vydané v roce 1992.
Po čtyřech letech od posledního studiového alba se Manowar vrátili s novým kytaristou Davidem Shanklem a také novým bubeníkem Kenny Earlem přezdívaným Rhino. Nejvýraznějším počinem jejich nejdelšího alba je 28 minutová úvodní skladba Achilles, Agony and Ecstasy in Eight Parts, která v osmi částech nabízí power metalové zpracování Achillova příběhu z Trojské války dle Homérovy Iliady. V průběhu skladby jsou chronologicky zmíněny některé zásadní události jako je Patroklova smrt, Achilova pomsta nebo znesvěcení Hektorova těla. Často dochází ke změně tempa a některé pasáže jsou čistě instrumentální; například Armor of the Gods je sólo na bicí nástroje.
Další materiál na albu je inspirován tradičními motivy Manowar jako jsou fantasy (v rychlých skladbách Ride the Dragon a The Power of Thy Sword) nebo koncertní óda na pravý metal ve skladbě Metal Warriors. Tematicky se vymyká středně rychlá Spirit Horse of the Cherokee, která textově odkazuje na bezpráví vůči americkým indiánům a zmiňuje skutečné historické
události jako masakr u Wounded Knee nebo vynucené přemístění některých kmenů známé jako „Trail of Tears“. Album uzavírá baladická Master of the Wind.

## Seznam skladeb
1. Achilles, Agony and Ecstasy in Eight Parts
2. Metal Warriors
3. Ride the Dragon
4. Spirit Horse of the Cherokee
5. Burning
6. The Power of Thy Sword
7. The Demon's Whip
8. Master of the Wind

## Rozdělení písně Achilles, Agony and Ecstasy in Eight Parts
1. Hector Storms the Wall
2. The Death of Patroclus
3. Funeral March
4. Armor of the Gods
5. Hector's Final Hour
6. Death Hector's Reward
7. The Desecration of Hector's Body
8. The Glory of Achilles

Autor všech skladeb Joey DeMaio. Autoři skladeb 3, 5, 7 Joey DeMaio a David Shankle.